# Djadoeg Djajakusuma
Djadoeg Djajakusuma ( [dʒadʊʔ dʒajakusuma] ; 1 de agosto de 1918 - 28 de octubre de 1987) fue un director de cine indonesio y promotor de formas de arte tradicionales. Nacido de un noble y su esposa en Temanggung, Java Central, Djajakusuma se interesó en las artes a una edad temprana, eligiendo seguir una carrera en el teatro. Durante la ocupación japonesa de 1943 a 1945 fue traductor y actor, y en la Revolución indonesia de cuatro años que siguió trabajó para la división educativa militar, varias agencias de noticias y en el teatro.
En 1951, Djajakusuma se unió a la National Film Corporation (Perfini) por invitación de Usmar Ismail. Después de hacer su debut como director con Embun, Djajakusuma lanzó otras once películas con la compañía antes de partir en 1964. Luego regresó al teatro tradicional de Indonesia, incluido Wayang. Aunque continuó dirigiendo películas independientemente de Perfini, la mayor parte de sus energías se dedicaron a promover formas de arte tradicionales y la enseñanza de la cinematografía. Después de más de una década de mala salud y presión arterial alta, Djajakusuma colapsó durante una ceremonia y murió. Fue enterrado en el cementerio Karet Bivak.
Djajakusuma fue influenciado por las opiniones realistas de Usmar Ismail, aunque se centró más en los aspectos tradicionales de la vida. Sus representaciones teatrales intentaron modernizar las formas tradicionales para que pudieran ser mejor recibidas en un mundo moderno. Se le atribuye el mérito de haber revitalizado el teatro Betawi de Lenong y recibió numerosos premios por su cine, incluido un premio al logro de toda una vida en el Festival de Cine de Indonesia.

## Biografía

### Primeros años de vida
Djajakusuma nació el 1 de agosto de 1918 en Parakan, Temanggung, Java Central, Dutch East Indies, de un padre priyayi, Raden Mas Aryo Djojokoesomo, y su esposa Kasimah. Djajakusuma era el quinto hijo de seis hijos de la pareja, que vivía cómodamente con el salario de Djojokoesomo como funcionario del gobierno. Durante su juventud, disfrutó de ver representaciones teatrales, como el títere wayang y la danza tradicional de tayuban; a veces abandonaba furtivamente su casa después de acostarse para ver las producciones. Con sus amigos, representaba las historias que su madre le contaba antes de dormir.  Cuando las películas de Hollywood importadas comenzaron a proyectarse, era un ávido espectador, viendo películas del Oeste y obras protagonizadas por Charlie Chaplin.